# Pereiros (Carrazeda de Ansiães)
Pereiros is een plaats (freguesia) in de Portugese gemeente Carrazeda de Ansiães en telt 310 inwoners (2001).